# Jurij Muchin
Jurij Ignatjewicz Muchin, ros. Юрий Игнатьевич Мухин (ur. 22 marca 1949 w Dniepropietrowsku) – rosyjski dziennikarz, publicysta i lider Armii Woli Narodu. W latach 1995–2009 był założycielem i redaktorem naczelnym gazety „Duel” („Pojedynek”). Po zamknięciu „Duelu” za publikację „ekstremistycznych materiałów” Muchin założył nową gazetę „K Barjeru” o takim samym charakterze, co i „Duel”.
Znany jest jako zwolennik teorii spiskowych i autor rewizjonistycznych publikacji, w większości tych, w których neguje fakty na temat Holocaustu i zbrodni katyńskiej. Jest też przeciwnikiem genetyki i zwolennikiem łysenkizmu.
Rosyjskie władze przedstawiają Jurija Muchina jako antysemitę, a polskie jako polonofoba.

## Publicystyka
Autor głównych – po rozpadzie ZSRR – publikacji na różne tematy rewizjonizmu historycznego. W swoich książkach i publikacjach Muchin krytykuje oficjalną wersję XX-wiecznej historii Rosji, ZSRR, Ukrainy i Polski. Twierdzi m.in., że:
- odpowiedzialność za wielki głód na Ukrainie ponosi chłopstwo ukraińskie. Od samego początku kolektywizacji w ZSRR ukraińscy chłopi mieli jakoby bojkotować kołchozy i wybijać zwierzęta gospodarskie na mięso. Rzekomo przez to liczba zwierząt drastycznie zmalała i wiosną 1932 roku chłopi użytkowali zaledwie 1/3 ziem. Klęska nieurodzaju spowodowała „Hołodomor”;
- ZSRR był zarazem głównym zwycięzcą, jak i główną ofiarą II wojny światowej: „ZSRR z początkową liczebnością 190 milionów ludzi walczył nie z 80 milionami dzisiejszych Niemców. ZSRR wojował praktycznie «z całą Europą», której ludność (z wyłączeniem sojuszniczej Anglii i ogarniętej wojną partyzancką Serbii, która nie skapitulowała przed Niemcami) wynosiła około 400 milionów”.
- Józef Stalin został zamordowany za wiedzą lub na polecenie Nikity Chruszczowa;
- Amerykanie nie wylądowali na Księżycu w latach 1969–1972. Program Apollo był mistyfikacją stworzoną w celach propagandowych w studio telewizyjnym;
- koreański samolot Boeing 747-200A został zestrzelony 1 września 1983 przez amerykańskiego myśliwca i rozbił się koło Niigate, a nad Sachalinem zestrzelono tylko kopię Boeinga, wykonującą zadanie szpiegowskie dla USA. Moskwa milczała w tej sprawie, ponieważ Amerykanie szantażowali rząd radziecki i zagrozili, że opublikują kompromitujące materiały o zamordowaniu Stalina przez Nikitę Chruszczowa i KGB;
- pierwszy prezydent Rosji Borys Jelcyn zmarł w 1996 roku, a potem przez cztery lata Rosją rządził jego sobowtór;
- ataki terrorystyczne 11 września 2001 były planowane i zrealizowane przez CIA.

Jurij Muchin krytykuje też dzisiejsze władze Rosji (nazywa Władimira Putina i Dmitrija Miedwiediewa „zdrajcami”) za przyjmowanie goebbelsowskiej wersji zbrodni katyńskiej, oddanie wysp Tarabarow i Wielka Ussuryjska Chińczykom, jednostronne rozbrojenie i osłabienie Rosji, złe zarządzanie, niewłaściwą politykę społeczną i ekonomiczną i tak dalej.

### Negowanie Holocaustu
Według opinii Muchina Adolf Hitler zaczynając wojnę działał w porozumieniu z syjonistami. W świetle tej hipotezy staje się jasny sens ekspedycji Afrika Korps feldmarszałka Rommla w Afryce Północnej. Miała ona dalekosiężny cel: wyzwolenie Palestyny spod władzy imperium brytyjskiego i pomoc przy tworzeniu państwa izraelskiego. Powstanie gett oraz obozów koncentracyjnych na terenie Polski nie miało na celu eksterminacji ludności żydowskiej, lecz przygotowanie jej, czy nawet zmuszenie do emigracji na tereny Palestyny. Ofiarami Holocaustu padła wyłącznie żydowska biedota, która zamieszkiwała okupowane przez Niemców tereny Polski oraz ZSRR. W zamierzeniu syjonistów ludność ta miała w przyszłości zajmować się rolnictwem oraz pracą produkcyjną, którą elity żydowskie jakoby się brzydziły. Krótko mówiąc, według teorii Muchina wschodnioeuropejscy Żydzi mieli być niewolnikami we własnym państwie, jakie syjoniści zamierzali założyć w Palestynie.

### Krytyka „niemiecko-polskiej” wersji zbrodni katyńskiej
W wydanych w Rosji książkach Katyńska powieść kryminalna (1995) i Antyrosyjska podłość (2003) Muchin twierdzi, że Adolf Hitler postanowił skłócić ZSRR – dźwigający największy ciężar wojny z Niemcami – z resztą państw koalicji antyniemieckiej. W tym celu w 1943 rozkazał odkryć mogiły polskich oficerów zamordowanych przez Niemców w 1941 pod Smoleńskiem i ogłosić, że dokonali tego radzieccy Żydzi w 1940 r. Rząd Sikorskiego z siedzibą w Londynie podchwycił niemiecką prowokację, co skłoniło 1,8 mln ochotników z około 30 krajów (Polska, Holandia, Francja, Rumunia, Słowacja, Chorwacja, Węgry, Włochy, Finlandia itd.) do zasilenia szeregów Waffen-SS/Wehrmachtu i udziału w wojnie przeciw aliantom. Winston Churchill, podejrzewając Władysława Sikorskiego o utajnioną współpracę z Hitlerem, która mogłyby prowadzić do dodatkowych, niepotrzebnych śmierci setek tysięcy brytyjskich żołnierzy, kazał zabić Sikorskiego. Publikacje Muchina o Katyniu opierają się na raporcie Komisji Burdenki oraz książce Romana Świątkiewicza.
W roku 2005 Jurij Muchin nakręcił film pseudodokumentalny Katyńska podłość. W filmie podaje informację, że rozkaz Stalina, by zamordować polskich oficerów w Katyniu, został sfałszowany przez KGB na polecenie Gorbaczowa, aby rozbić Układ Warszawski, a jego wschodnioeuropejskich członków wciągnąć do NATO. Sfałszowanie tego dokumentu miało nastąpić pod koniec lat 80.
Według opinii Muchina film miał zwrócić uwagę Dumy Państwowej na fałszerstwa sprawy katyńskiej.

## Jurij Muchin w polskiej polityce
Muchin we wstępie do Antyrosyjskiej podłości twierdził, że w 1995 roku na Katyński kryminał zdecydowanie zareagowali ówcześni polscy dyplomaci przebywający w Rosji. W celu złożenia wyjaśnień miał zostać zaproszony do ambasady RP przez Jerzego Olszewskiego, M. Żurawskiego oraz inne osobistości. Muchin pisze:

Interesowało ich kilka spraw, z których najważniejsza to odpowiedź na pytanie: „Kto za mną stoi?”. Od nich też dowiedziałem się, że w Polsce 800 tysięcy „bliskich krewnych” rozstrzelanych polskich oficerów już trzyma kieszenie szeroko otwarte w oczekiwaniu, kiedy to Rosja zacznie zapełniać te kieszenie dolarami. Nie zareagowałem na tak bezczelne postawienie pytania.

1 lutego 1996 roku Parlamentarny Zespół ds. Tradycji Niepodległościowych w Sejmie RP wystosował list do Przewodniczącego Dumy Państwowej w sprawie książki Jurija Muchina Katyński kryminał:

Szanowny Panie Marszałku,
Członkowie Zespołu Parlamentarnego ds. Tradycji Niepodległościowych działającego przy Sejmie RP zwracają się do Pana i posłów do Dumy Państwowej Federacji Rosyjskiej z apelem o sprzeciwienie się treści książki Jurija Muchina o Katyniu, która jest obecnie rozpowszechniana w Dumie i która jest pełna kłamstw oraz nienawiści do Polski i Polaków.
Treść tej publikacji przeczy udokumentowanej wiedzy historycznej o zbrodni popełnionej w 1940 r. w Katyniu, Ostaszkowie i Miednoje na polskich oficerach, policjantach i urzędnikach państwowych na rozkaz władz sowieckich.
Odpowiednie dokumenty przekazane Polsce przez władze rosyjskie, a także inne dowody nie budzą sprzeciwu żadnej ze stron.
Narody Rosji i Polski, mocno dotknięte reżimami totalitarnymi XX wieku, odczuwają potrzebę pojednania, współpracy i odbudowy wzajemnego zaufania.
Warunkiem zaspokojenia tej potrzeby jest mówienie prawdy, bez względu na to, jak bolesna by ona nie była.
Obrażające Polskę i Polaków osądy oraz kłamstwa historyczne zawarte w książce Jurija Muchina budzą nasz niepokój i stanowią przeszkodę w rozwoju wzajemnych stosunków.